# Dingoo
O Dingoo A320 é um portátil que suporta a reprodução de música, vídeo e jogos. Apresenta um sistema nativo de rádio e gravação de voz. Está disponível em duas cores, branco e preto.
Shenzhen Dingoo Digital tem foco em jogos e produtos digitais, e está localizado no Distrito de Futian, Shenzhen.
Em julho de 2010, o Dingoo A320 passou a ser produzido no Brasil pela Ceder Eletrônica da Amazônia Ltda., licenciada da marca Dynacom, sob autorização exclusiva da Shenzhen Dingoo Digital. Em fevereiro de 2011, a Dynacom revogou a licença da Ceder Eletrônica por indícios de improbidade administrativa e financeira e divulgou ao mercado que todos os produtos com marca Dynacom sendo comercializados desde então (por exemplo nas lojas das redes Ponto Frio, Casas Bahia e Extra Hipermercados) estão sendo vendidos de forma ilegal e não gozam de assistência técnica ou garantia.

## Hardware

### Especificações

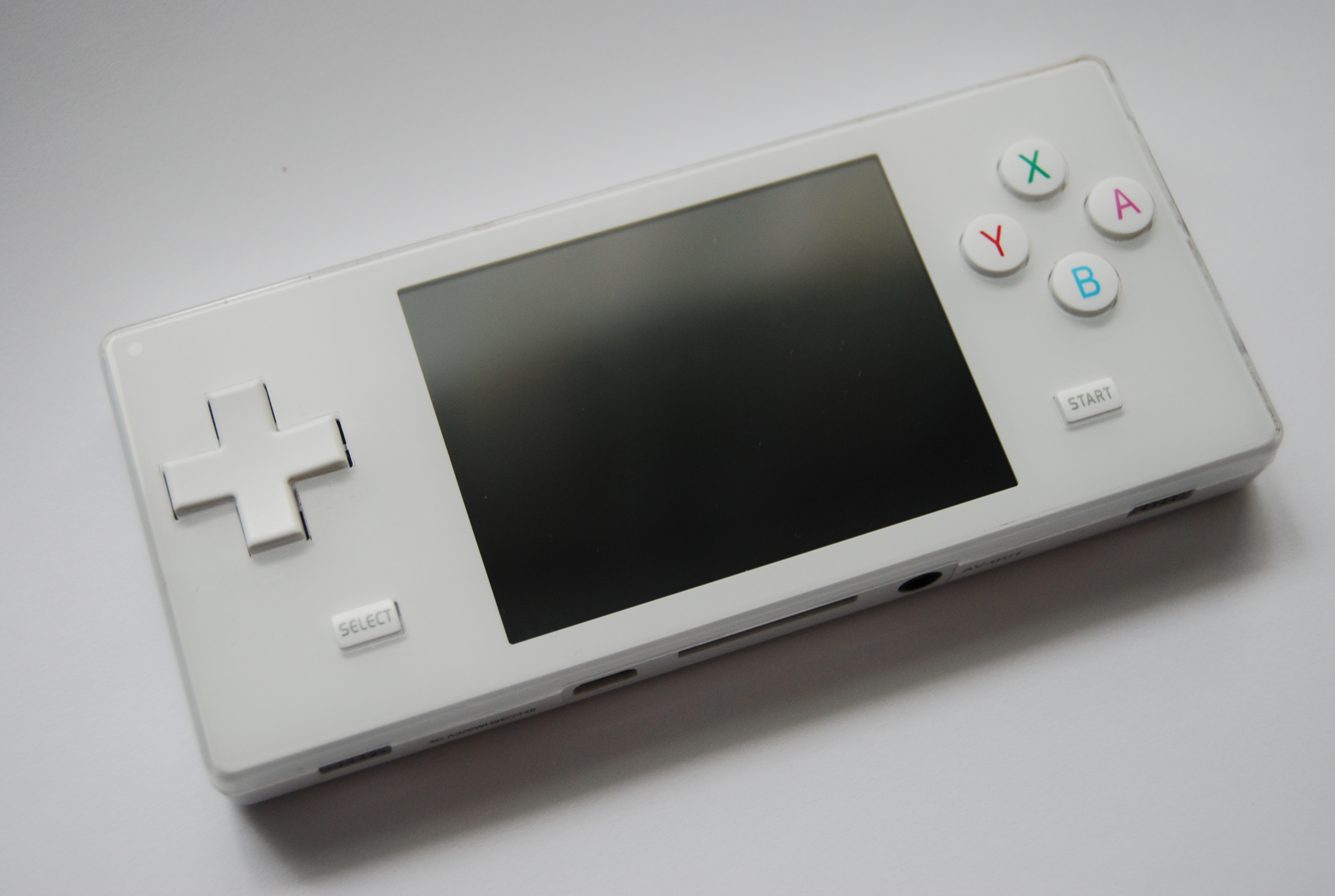
Tela de 2,8 do Dingoo A320

- CPU Ingenic JZ4732 @ 336 MHz (MIPS architecture)
- RAM 32MB
- Memória Interna 4GB
- Memória Adicional MiniSD/SDHC (MicroSD/SDHC Adaptador)
- Entradas D-Pad, 2 superiores, 4 ação,botões Start & Select , microfone interno.
- Saídas auto-falantes stereo, saída para fone de ouvido stereo e saída de audio e vídeo com cabo incluso.
- Entrada/Saída(I/O) USB 2.0
- Tela 2.8" LCD, 320x240 resolução, 16M cores
- Bateria 3.7V 1700 mAH (6.29WH) Li-Ion, approx. 7 hours run time
- Player de Vídeos RM, MP4, 3GP, AVI, ASF, MOV, FLV, MPEG
- Tocador de Músicas MP3, WMA, APE, FLAC, RA
- Rádio Digital FM Tuner
- Gravação Suporta gravações digitais (em MP3 e WMA) e gravações do rádio FM
- Software Suporte Free SDK Available
- Dimensões 126 mm x 50 mm x 15 mm
- Peso 110g

## Funções

### Jogos

#### Original
São Vários Games em chinês e inglês dentre eles:
- 7 Days Salvation
- Ultimate Drift
- Dream Drift
- Dingoo Snake
- Amiba's Candy
- Hell Striker
- Decollation Warrior

#### Homebrews
- Rubido
- MineSweeper
- AstroLander
- Dooom (Doom port to Dingoo native O.S.)

### Emuladores

#### Oficiais
- GBA
- NES
- NeoGeo
- SNES
- CPS1
- CPS2
- Sega Mega Drive/Genesis
- GBC

#### Desenvolvidos pela comunidade externa

##### Consoles e Computadores
- Game Boy,Game Boy Color e Game Boy Advance
- MSX (Dingux/Open-Dingux)
- AMIGA (Dingux/Open-Dingux)
- Sinclair ZX Spectrum
- Atari 800
- Atari 2600 (Dingux/Open-Dingux)
- Atari 7800
- Atari Lynx
- Neo Geo Pocket
- PC Engine
- Sega SG-1000, Sega Master System e Sega Game Gear
- WonderSwan e WonderSwan Color
- Magnavox Odyssey 2
- ColecoVision
- Commodore 64
- PlayStation (Psx4All portado funcionando no Dingux/Open-Dingux. Em Progresso)

##### Jogos de Arcade
- Centipede e Millipede
- MAME
- Final Burn Alpha (Dingux/Open-Dingux)
- Mikie (Arcade da Konami)
- Pac-man e Ms. Pac-man

### Player de Vídeos
- Formatos de Vídeo: RMVB, RM, AVI, WMV, FLV, MPEG, MP4, ASF, MOV
- Codecs de Video : WMV1, WMV3, WMV7, WMV8.1, WMV9, MP42, mp4v, DIV3, DiVX5, XViD, MJPG, MPEG1, MPEG2
- Resolução do LCD: 320*240

### Tocador de Audio
- Audio em formatos: MP3, WMA, APE, FLAC, WAV, AC3
- Canais: Estéreo
- Função Equalizador

### Visualizador de Imagens
- Suporta JPG, BMP, GIF, PNG e outros formatos de arquivo

### Leitor de Texto
- Suporta TXT formato de arquivo
- Apoio para Leitura em Inglês
- Outras funções incluem Marcação, auto-navega, Ajuste de fonte , e pode ser aberta enquanto a música está a tocar. <
- Leitura de Arquivos PDF através do Dingux

### Rádio
- Rádio FM
- Ampla faixa de canal 76.0 MHz ~ 108.0 MHz, suporte manual / automática varredura de canal , rádio FM ,pode-se manter a tocar enquanto usa-se outra aplicação. O usuário pode guardar até 40 canais.

### Gravação de áudio
- Suporta gravações digitais e gravações do rádio FM
- A gravação de voz e suporta formatos MP3/WAV.

### Outros
- Suporta SWF Formato (somente Flash 6)
- U-disk de proteção contra vírus: Software antivírus proteção, para manter o sistema no seu melhor desempenho.
- Envio USB 2.0 Interface de Apoio Win2000/XP/VISTA/SEVEN/MAC/LINUX/UNIX Sistemas Operacionais

#### Navegador
- Permite-lhe encontrar facilmente arquivos em seu dingoo (jogos, música, vídeos, fotografias, gravações de voz.

## Firmware

Dingux Rodando

### Firmware oficiais
- Firmware V1.01
- Firmware V1.02
- Firmware V1.03
- Firmware V1.10 (Adicionado suporte a multilinguagem)
- Firmware V1.20 (Correção do bug dos botões Y/B SNES)

## Linux

### Dingux

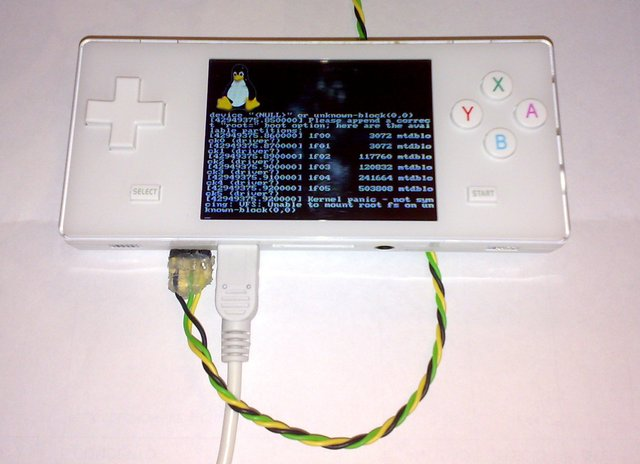
Versão alpha do Dingux, Linux portado para o Dingoo A320

O Linux foi gerado e liberado por Booboo no Google Code em 18 de maio de 2009.
Um instalador do dual boot  chamado Dingux foi lançado em 24 junho. Isto permite a dupla arrancada, pelo firmware original ou Linux, sem necessidade de ligação com um PC. Atualmente o Dingux pode ser instalado no cartão MiniSD formatado em uma partição FAT32, diferente de sua versão inicial que nescessitava de partições ext3/ext2 como em instalações convencionais do Linux.
 Entusiastas tem executado com  muito êxito versões de jogos para linux  e criações Jogos Próprios: Doom (Doom, hexen, herege, Duke3d ), Dodgin 'Diamonds 1 e 2, Biniax 2, Gnurobbo, Super Transball 2, Defendguin, Waternet, Sdlroids, bico Tyrian, Rise of the Triads, Open Liero, Reminisecence, Blockrage .
Assim como versões de emuladores: ScummVM, SMS Plus, Gnuboy, MAME, Snes9x, PicoDrive, PSX4ALL
Nofrendo para o Dingoo.
Também foram portadas algumas plataformas como: DoomGoo (plataforma Doom Open Source), OPENBOR e um port de uma máqina virtual de Java.
Além de outros aplicativos, como reprodutores de MP3, calculadoras, leitores de ''Ebooks'', editores de texto, um simples afinador de violão, um leitor de arquivos PDF, entre outros.

### Falhas do Dingux
Esse sistema, apesar de possuir código aberto, requer um certo nível de conhecimento de seu usuário para configurá-lo. Existem diversos arquivos de configuração espalhados pela internet, muitos sem nenhuma informação de utilização, opções avançadas em emuladores e principalmente aplicativos que não funcionam como deveriam.
Exemplos de aplicativos que deixam a desejar:
Mplayer - O programa apresenta diversos erros na reprodução de arquivos, sejam eles de vídeo ou música (chega a decepcionar qualquer usuário que tenha grandes expectativas), como desincronização de audio/vídeo, resolução fixa e falta de muitas opções essenciais.
NuPDF - Este é bom no geral, mas não é capaz de memorizar a página onde o usuário parou da última vez, o que torna a leitura de ebooks muito complicada.
Para se ligar o aparelho na TV com dingux é mais um problema: É necessário fazer a instalação e configuração de scripts que possibilitem tal função, exigindo mais conhecimento avançado do sistema.